# Akademie für Verteidigungstechnologie
Die Akademie für Verteidigungstechnologie  (chinesisch 中國航天科工防禦技術研究院 / 中国航天科工防御技术研究院), aus historischen Gründen auch „Zweite Akademie“ (二院) genannt, ist die Führungsgesellschaft der China Aerospace Science and Industry Corporation (CASIC) für das Geschäftsfeld Flugabwehrsysteme und elektronische Geräte. Der Hauptsitz der Firma befindet sich im Straßenviertel Yongdinglu des Pekinger Stadtbezirks Haidian. Die Akademie für Verteidigungstechnologie ist der Hauptaktionär der Changfeng AG (北京航天长峰股份有限公司), auch bekannt als Beijing Aerospace Changfeng Co., Ltd.

## Geschichte

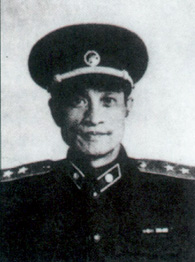
Generalleutnant Wang Zheng

Am 8. Oktober 1956 wurde in Peking das 5. Forschungsinstitut des Verteidigungsministeriums gegründet, das ab dem 1. März 1957 unter der Leitung von Qian Xuesen stand und sich mit der Entwicklung von Trägerraketen für Kernwaffen befassen sollte.
Nach der Unterzeichnung des „Übereinkommens zwischen der Chinesischen Regierung und der Regierung der Sowjetunion über die Herstellung neuartiger Waffen und militärischer Ausrüstung sowie den Aufbau einer umfassenden Atomindustrie in China“ am 15. Oktober 1957 wurde das 5. Forschungsinstitut am 16. November 1957 weiter ausdifferenziert: das 1. Zweiginstitut mit Sitz auf dem Gelände der Flugzeugfabrik 211 im damaligen Stadtbezirk Nanyuan (南苑区, heute Fengtai) sollte sich mit dem Bau der eigentlichen Raketen befassen (Gehäuse, Triebwerke, Treibstoff etc.), das 2. Zweiginstitut mit Sitz an der Yongding-Straße im Stadtbezirk Haidian mit den elektronischen Systemen für Steuerung und Lenkung der Raketen sowie der Parameterabgrenzung.
Das 2. Zweiginstitut bestand aus den ehemaligen „Labors“ (研究室) 11, 12, 13, 14 und 15 des 5. Forschungsinstituts sowie Teilen des Wissenschaftlichen Forschungsinstituts für Elektronik der Abteilung für Fernmeldewesen beim Generalstab der Volksbefreiungsarmee (中国人民解放军总参谋部通信兵部电子科学研究所). Generalleutnant Wang Zheng (王诤, 1909–1978), Leiter der Abteilung für Fernmeldewesen bei der Zentralen Militärkommission der KPCH, wurde zum Leiter des 2. Zweiginstituts und gleichzeitig zum Stellvertreter von Qian Xuesen als Leiter des 5. Forschungsinstituts ernannt.
Zum Zeitpunkt seiner Gründung hatte das 2. Zweiginstitut folgende Abteilungen:
- Steuerungssysteme (控制系统研究室)
- Bauelemente für die Steuerung (控制元件研究室)
- Funktechnik (无线电研究室)
- Bordrechner (计算技术研究室)
- Technische Physik (技术物理研究室)[7]

Bald darauf wurde das 2. Zweiginstitut auf 12 Labors erweitert und erhielt auch eine eigene Fabrik, wo Prototypen der Geräte hergestellt und die Produktionsprozesse erprobt werden konnten. Das Labor für Steuerungssysteme wurde von Oberst Huang Weilu (黄纬禄, 1916–2011) geleitet, einem Nachrichtentechnik-Ingenieur, ursprünglich vom Forschungsinstitut für Elektronik der Volksbefreiungsarmee, der nach dem Krieg während seines Studiums am Imperial College London die Gelegenheit gehabt hatte, eine V2 zu besichtigen. Das Labor für Lenkungssysteme (制导系统研究室) wurde von Huangs ehemaligem Stellvertreter Liang Sili geleitet, der vor seiner Versetzung zum 5. Forschungsinstitut 1956 ebenfalls drei Jahre lang beim Forschungsinstitut für Elektronik tätig gewesen war.
Nachdem am 21. März 1962 der Erstflug der Mittelstreckenrakete Dongfeng 2 mit einem Fehlschlag geendet hatte, kam es 1963 bei den Zweiginstituten des 5. Forschungsinstituts zu einer Reorganisation. Jedem Zweiginstitut wurde ein Raketentyp zugeteilt. So war das 1. Zweiginstitut nun ausschließlich für Boden-Boden-Raketen zuständig, während sich das 2. Zweiginstitut auf den Nachbau der sowjetischen Flugabwehrrakete S-75 mit ihrem anspruchsvollen Leitsystem konzentrieren sollte.
Hiermit befasste sich bereits seit 1961 das Zweite Büro für Maschinenbau und Elektrotechnik Shanghai, eine Einrichtung der Stadt Shanghai, die mit dem 5. Forschungsinstitut des Verteidigungsministeriums nichts zu tun hatte. Am 1. Juni 1964 wurde das gesamte 2. Zweiginstitut aus der Volksbefreiungsarmee entlassen, fünf Labors wurden zur Unterstützung des Zweiten Büros von Peking nach Shanghai verlegt.
Am 4. Januar 1965 beschloss der Nationale Volkskongress auf Vorschlag von Premierminister Zhou Enlai, die Raketenaktivitäten aus dem Verteidigungsministerium in ein eigenes Ministerium auszulagern. Das 5. Forschungsinstitut wurde in „Siebtes Ministerium für Maschinenbauindustrie“ (第七机械工业部) umbenannt,
das 2. Zweiginstitut wurde zur „2. Akademie des Siebten Ministeriums für Maschinenbau“ (第七机械工业部第二研究院) hochgestuft. Das Zweite Büro für Maschinenbau und Elektrotechnik Shanghai galt nun als eine Zweigstelle der 2. Akademie, deren Hauptsitz weiterhin in Peking war.
Das Siebte Ministerium entwickelte sich in den folgenden dreißig Jahren über mehrere Zwischenschritte zur sogenannten  „Dachgesellschaft für Raumfahrtindustrie“ (中国航天工业总公司). Diese wurde am 1. Juli 1999 in zwei Einzelfirmen aufgespalten: die China Aerospace Science and Technology Corporation (CASC), ein primär ziviler Raumfahrtkonzern, und die China Aerospace Machinery and Electronics Corporation, im Juli 2001 umbenannt in China Aerospace Science and Industry Corporation (CASIC), im Wesentlichen ein Rüstungskonzern. Da die 2. Akademie, auch bekannt als „Akademie für Verteidigungstechnologie“ neben der Flugabwehrrakete Hongqi 2 auch die von U-Booten gestartete Interkontinentalrakete Julang 2 sowie – in Zusammenarbeit mit der Akademie für Feststoffraketentriebwerkstechnik – die landgestützte Interkontinentalrakete Dongfeng 31 entwickelt hatte, kam sie zur CASIC.
Am 25. April 1994 hatte die Dachgesellschaft für Raumfahrtindustrie die „Changfeng AG“ an die Shanghaier Börse gebracht, und zwar als sogenannte „Aktiengesellschaft mit beschränkter Haftung“ (股份有限公司, eine spezielle chinesische Rechtsform), mit einem Stammkapital von 449,1 Millionen Yuan. Der Hauptaktionär der Firma war und ist die Akademie für Verteidigungstechnologie, Stand 2021 hält sie 32,19 % der Aktien.
Das heißt, die Dachgesellschaft für Raumfahrtindustrie bzw. die CASIC hatte immer die Kontrolle über Changfeng.
Im Ausland ist die Akademie für Verteidigungstechnologie  meist unter diversen Varianten von „Changfeng“ bekannt: „China Changfeng Mechanics and Electronics Technology Academy“, „China Changfeng Group“, „China Chang Feng Mechano-Electronic Engineering Company“ etc.

## Geschäftsbereiche

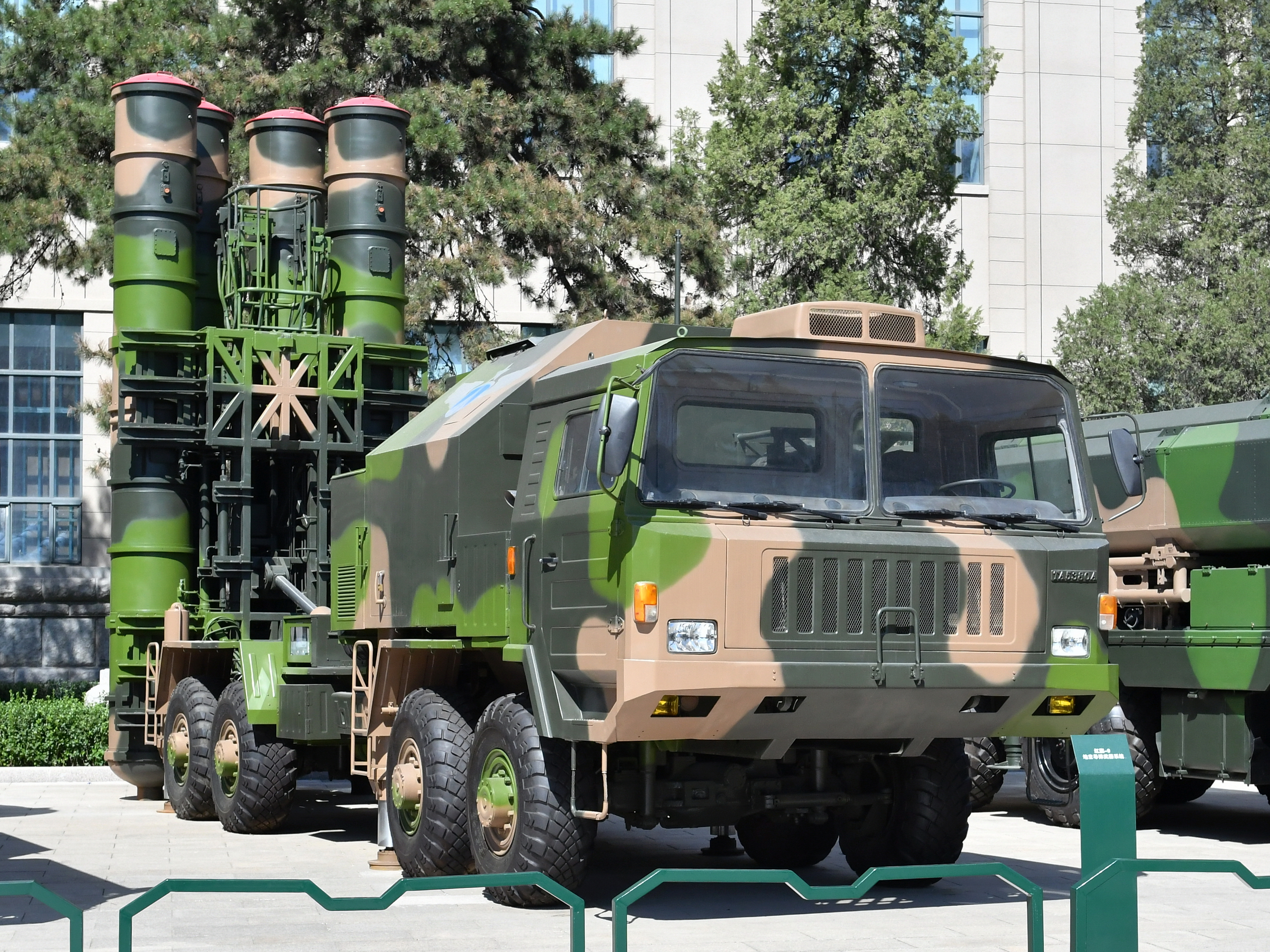
Hongqi 9

Die Akademie für Verteidigungstechnologie befasst sich heute primär mit der Herstellung von Flugabwehrsystemen. Ein wichtiges Produkt ist hier immer noch die Hongqi 2, die für den Abschuss von Spionageflugzeugen mit Flughöhen von 12–31 km gedacht ist. Ebenfalls für die Abwehr hoch – bis zu 27 km – fliegender Flugzeuge gedacht ist die Hongqi 9, die in ihren verbesserten Versionen auch zum Abschuss von Raketen und nuklearen Sprengköpfen bis in Höhen von 200 km verwendet werden kann.
Außerdem stellt die Akademie für Verteidigungstechnologie die aus dem ursprünglich aus Frankreich importierten Crotale-System entwickelte Hongqi 7 für die Abwehr von niedrig (3000–6000 m) bis sehr niedrig (50 m) fliegenden Flugzeugen und Hubschraubern. Dieses System ist unter der Bezeichnung „Feimeng 80/90“ (飞獴 bzw. „Fliegender Mungo“) ein erfolgreiches Exportprodukt.
Primär bei der Volksbefreiungsarmee verwendet werden die in der Fabrik 801 der Firma in Liuzhou, Provinz Guangxi hergestellten, schultergestützten Flugabwehrraketen der Qianwei-Serie (前卫系列 bzw. „Vorposten“).
Diese Raketen werden unter der Bezeichnung „Vanguard“ aber auch nach Thailand und Katar exportiert und finden von letzterer Destination ihren Weg zu diversen Milizen.
Die Akademie für Verteidigungstechnologie verfügt über folgende Einrichtungen:
- Abteilung 2 (北京电子工程总体研究所, Hauptentwicklungsabteilung für Flugabwehrraketen)
- Forschungsinstitut 23 (北京无线电测量研究所, Radar und Funknavigation)
- Forschungsinstitut 25 (北京遥感设备研究所, Radar, Zünder, Telemetrie, Terahertz-6G)[21]
- Forschungsinstitut 201 (航天科工防御技术研究试验中心, Luft- und Raumfahrtsimulationen, Flugkörperprüfzentrum)
- Forschungsinstitut 203 (北京无线电计量测试研究所, Telemetrie, Quarzkristall-Bauelemente, Smart City)[22]
- Forschungsinstitut 204 (北京计算机应用和仿真技术研究所, Software und Softwareprüfung)
- Forschungsinstitut 206 (北京机械设备研究所, Bodensysteme)
- Forschungsinstitut 207 (北京环境特性研究所, Zielerfassung, optische Verfolgung)
- Forschungsinstitut 208 (北京电子文献服务中心, digitalisiertes Firmenarchiv)
- Forschungsinstitut 210 (西安长峰机电研究所, Festtreibstoff-Raketen und Bodensysteme)
- Forschungsinstitut 706 (北京计算机技术及应用研究所, Computer für Spezialanwendungen)
- Fabrik 283 (北京新风机械厂, Maschinenbau)[18]
- Fabrik 284 (北京长峰机械动力厂, Maschinenbau)
- Fabrik 699 (北京新立机械厂, elektronische Komponenten für taktische und strategische Raketen, Feinmechanik, Bodensysteme, Fahrzeuge)
- Parteischule (中国航天科工防御技术研究院党校, Graduiertenschule)[23]
- Zentralkrankenhaus (航天中心医院)[24]

Eine Weiterentwicklung der Zielsuchgeräte der Flugabwehrraketen stellen die vom Forschungsinstitut 25 entwickelten Systeme für das automatische Andocken von Raumflugkörpern dar, wie sie beim Raumlabor Tiangong 2 und im Dezember 2020 bei der Mondsonde Chang’e 5 zum Einsatz kamen. Der Unterschied zur militärischen Anwendung ist, dass hier das Ziel (das Raumlabor) dem anfliegenden Flugkörper (Tianzhou-Frachter) auf seine Radarsignale Antwort gibt und so ein Zusammentreffen erleichtert.
Weitere zivile Geschäftsfelder sind Sicherheitstechnik für Großereignisse wie die Olympischen Sommerspiele 2008 in Peking oder die Expo 2010 in Shanghai, Medizintechnik (die Zweite Akademie gehörte zu den ersten chinesischen Herstellern von Geräten für extrakorporale Membranoxygenierung), elektronische Systeme für Verkehrstelematik und intelligente Gebäude sowie Stromversorgung (unterbrechungsfreie Stromversorgung, Netzersatzanlagen, Schaltnetzteile).
Im Jahr 2023 hatte die Akademie für Verteidigungstechnologie fast 19.000 Arbeiter und Angestellte, davon etwa 10.000 Ingenieure und Verwaltungspersonal, 7000 Facharbeiter sowie 2000 Werkmeister und Wissenschaftsräte im Rang von Professoren. Neben Huang Weilu waren dort im Laufe der Jahre noch sechs Mitglieder der Chinesischen Akademie der Wissenschaften und der Chinesischen Akademie der Ingenieurwissenschaften tätig.
Die Akademie für Verteidigungstechnologie wurde wiederholt falscher Buchführung überführt. So wurden zum Beispiel zwischen Januar 2012 und Mai 2013 gefälschte Quittungen für 77,29 Millionen Yuan ausgestellt, die Nanjinger Tochterfirma Changfeng Elektronik GmbH nahm 2012 unter dem Deckmantel eines Kooperationsvertrags einen illegalen Kredit von 250 Millionen Yuan auf.
Am 7. April 2021 wurde Song Xiaoming (宋晓明) auf Anordnung der Betriebszelle der KPCh beim Mutterkonzern als Vorstandsvorsitzender der Akademie für Verteidigungstechnologie eingesetzt.

## Tochterunternehmen
- CASIC Simulationstechnik GmbH, Peking (航天科工仿真技术有限责任公司), auch bekannt als „Nationales Forschungszentrum für die Simulation ökonomischer Systeme“ (经济领域系统仿真技术应用国家工程研究中心)[30]
- Changhong Maschinenbau, Liuzhou (柳州长虹机器制造公司), auch bekannt als „Fabrik 801“ (八〇一厂)[31]
- Changfeng AG, Peking (北京航天长峰股份有限公司)
- Changfeng Elektronik GmbH, Nanjing (南京长峰航天电子科技有限公司)[32]